# Відор
Відор (італ. Vidor, вен. Vidor) — муніципалітет в Італії, у регіоні Венето, провінція Тревізо.
Відор розташований на відстані близько 450 км на північ від Рима, 55 км на північний захід від Венеції, 28 км на північний захід від Тревізо.
Населення — 3798 осіб (2014).
Щорічний фестиваль відбувається 19 березня. Покровитель — San Giuseppe.

## Демографія
Населення за роками:

Станом на 1 січня 2023 року в муніципалітеті офіційно проживало 379 іноземців з 29 країн, серед них 73 громадяни країн Євросоюзу та 17 громадян України.

## Сусідні муніципалітети
- Крочетта-дель-Монтелло
- Фарра-ді-Соліго
- Моріаго-делла-Батталья
- Педеробба
- Вальдобб'ядене